# Filips van Artesië (1358-1397)
Filips van Artesië (circa 1358 - Micalizo, 16 juni 1397) was van 1387 tot aan zijn dood graaf van Eu. Hij behoorde tot het huis Capet.

## Levensloop
Filips was de derde zoon van Jan van Artesië, graaf van Eu, en Isabella van Melun, dochter van burggraaf Jan I van Melun. Na de dood van zijn oudere broer Robert IV werd hij in 1387 graaf van Eu.
Hij vocht mee in de Honderdjarige Oorlog en veroverde in 1383 de stad Broekburg op de Engelsen. Hij ging daarna op pelgrimstocht op Jeruzalem, maar werd gevangengenomen door de sultan van Egypte. Na bemiddeling van maarschalk van Frankrijk Jean II Le Meingre en de republiek Venetië werd Filips terug vrijgelaten. In 1390 nam hij deel aan de onsuccesvolle Kruistocht tegen Mahdia in Tunesië.
In 1392 werd Filips van Artesië door koning Karel VI van Frankrijk benoemd tot connétable van Frankrijk, wat zijn financieel vermogen aanzienlijk verhoogde.
In 1396 nam hij samen met onder meer Sigismund van Luxemburg en Jan zonder Vrees deel aan de Frans-Hongaarse kruistocht tegen het Ottomaanse Rijk. Deze kruistocht eindigde in een nederlaag bij de Slag bij Nicopolis en Filips en vele anderen belandden vervolgens in Ottomaanse gevangenschap. Na het betalen van losgeld kwam iedereen terug vrij. Filips stierf echter in juni 1397 in gevangenschap, negen dagen voor hij bevrijd zou worden.
Filips werd bijgezet in de Abdij van Eu.

## Huwelijk en nakomelingen
Op 28 januari 1392 huwde hij in Parijs met Maria van Berry (1367-1434), hertogin van Auvergne en dochter van hertog Jan van Berry, die een broer was van koning Karel V van Frankrijk. Ze kregen vier kinderen:
- Karel (1394-1472), graaf van Eu
- Filips (1395-1397)
- Bonne (1396-1425), huwde eerst in 1413 met graaf Filips van Nevers en daarna in 1424 met Filips de Goede, hertog van Bourgondië
- Catharina (1397-1420), huwde in 1416 met Jan van Bourbon, heer van Carency